# Тіт Клелій
Тіт Клелій (лат. Titus Cloelius, бл. 150 до н. е. — бл. 98 до н. е.) — державний діяч часів Римської республіки.

## Життєпис
Належав до роду Клеліїв. Походив з міста Tarracina (нині Террачина). Можливо, належав до стану вершників. Про життя відомо дуже мало. У 128 році до н. е. стає монетарієм. На початку 90-х років до н. е. був, імовірно, вбитий вночі в кімнаті, де спав разом з двома синами. Сини були притягнуті до суду за батьковбивство, але виправдані.

## Родина
- Тіт Клелій, квестор 98 року до н. е.
- Клелій